# Boppeus peyrierasi
Boppeus peyrierasi là một loài bọ cánh cứng trong họ Cerambycidae.